# Squalen
Squalen (mit Betonung auf der letzten Silbe Squalen), Summenformel: C30H50, ist eine organische, ungesättigte Verbindung aus der Gruppe der Triterpene und der Gruppe der Kohlenwasserstoffe, die von allen höheren Organismen produziert wird. Der Stoff spielt auch im menschlichen Stoffwechsel eine wichtige Rolle.

## Geschichte
Squalen wurde 1906 von Mitsumaru Tsujimoto in Haifischleber entdeckt und 1916 als Reinsubstanz isoliert. Er erkannte es als Kohlenwasserstoff, bestimmte die korrekte Summenformel C30H50 und schlug aufgrund der Herkunft aus Haifischleber den Namen „Squalen“ vor, nach der Familie der Squalidae (lateinisch squalus ‚Haifisch‘). Die systematische medizinische Forschung wurde erst 1930 durch Keijiro Kogami von der Tokyo Imperial University angestoßen.
Nobelpreisträger Paul Karrer verifizierte 1931 die exakte chemische Struktur des Squalens durch Totalsynthese. 1935 wurde Squalen erstmals in Olivenöl und damit in einem pflanzlichen Produkt aufgefunden.

## Natürliches Vorkommen
Squalen ist in der Natur weit verbreitet, da es in allen höheren Lebewesen und damit auch im Menschen vorkommt. Es ist ein wesentlicher Bestandteil der Hautlipide und kommt ebenfalls im menschlichen Blutserum vor. Die natürliche Menge von körpereigenem Squalen im menschlichen Blut beträgt etwa 250 ng/ml.
Squalen kommt in verschiedenen Lebensmitteln in hohen Konzentrationen vor, beispielsweise in Ziegenmilch und in vielen pflanzlichen Ölen wie Olivenöl (0,1–0,7 %), Weizenkeimöl oder Reisöl (unter 0,03 %). Das Hauptvorkommen sind allerdings Fischöle. Am höchsten ist der Gehalt in Lebertran verschiedener Haie (40–90 %), doch auch in vielen anderen Fischölen ist es in hohem Anteil (bis zu 30 %) enthalten.

## Eigenschaften und biologische Wirkung
Squalen ist eine farblose, ölige Flüssigkeit, die aufgrund ihres ungesättigten Charakters aus der Luft Sauerstoff aufnimmt und leicht polymerisiert. Es ist nahezu unlöslich in Wasser, aber gut löslich in Aceton, Ether, Petrolether und anderen unpolaren Lösungsmitteln. Squalen ist ein Antioxidans und kann im Gegensatz zu den meisten anderen Antioxidantien in höheren Konzentrationen im Körper gespeichert werden. So können beispielsweise Lycopin und Ubichinon nicht auf hohem Niveau im menschlichen Körper gespeichert werden, da sie bereits bei Konzentrationen von mehr als 10 µM toxisch wirken, während Squalen selbst bei 100 µM nicht toxisch wirkt.
In Nahrung erhaltenes Squalen wird größtenteils über den Magen-Darm-Trakt aufgenommen und im Körper metabolisiert.

## Verwendung
Squalen wird industriell zu Squalan hydriert, das als Salbengrundlage, aber auch als Schmiermittel und Transformatorenöl Verwendung findet.
Squalen ist Bestandteil von Adjuvanzien wie zum Beispiel AS03 und MF59, die als Wirkverstärker Impfstoffen zugesetzt werden. Reines Squalen selbst entfaltet dabei nicht eine Wirkung als Adjuvans. Squalenhaltige Adjuvanzien als Emulsion sind beispielsweise in den Impfstoffen Pandemrix oder Celtura enthalten, die in Deutschland zur Eindämmung der Pandemie H1N1 2009 im Rahmen der Schweinegrippe-Impfung eingesetzt wurden. Die bei Impfstoffen enthaltene Squalenmenge überschreitet dabei nicht die Menge, die täglich durch die Nahrung aufgenommen wird. Zur Verwendung in Impfstoffen muss das verwendete Squalen einen hohen Reinheitsgehalt aufweisen. Dieses wird in der Regel aus der Leber von Haien gewonnen, insbesondere der von Dornhaien. Alternative Quellen aus Pflanzen („Phytosqualan“) oder aus Mikroorganismen (z. B. aus marinen Hefearten) werden untersucht. Darüber hinaus wird Squalen als Bestandteil neuerer Adjuvanzien wie CAF19 und CAF24 (Cationic Adjuvant Formulation) getestet.
In der Alternativmedizin wird Haifischleberöl als Mittel u. a. gegen Krebserkrankungen, chronische Müdigkeit und als Stärkung des Immunsystems propagiert. Der aktive Wirkstoff soll hierbei Squalen sein, das im Haifischleberöl und anderen Fischölen reichlich vorhanden ist. Tatsächlich fehlen für die Verwendung des Haifischleberöls oder eines seiner Bestandteile als Therapeutikum ausreichenden Belege in Form von klinischen Studien. Außerdem wurde für tierexperimentelle Arbeiten Squalen injiziert, nicht oral verabreicht.

## Biosynthese
Squalen wird ausgehend von Isopentenylpyrophosphat durch eine Reihe von Kondensationsreaktionen synthetisiert. Dabei entsteht zunächst Geranylpyrophosphat, dieses kondensiert dann mit Isopentenylpyrophosphat zu Farnesylpyrophosphat. Alle Kondensationen katalysiert die Geranyltransferase. Zwei Moleküle Farnesylpyrophosphat werden schließlich unter NADPH-Verbrauch zu Squalen verknüpft, was durch die Squalensynthase im endoplasmatischen Retikulum katalysiert wird.

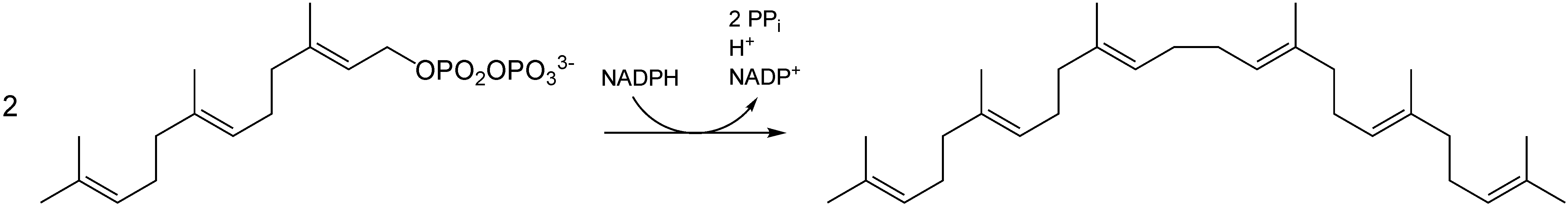
Die Schwanz-zu-Schwanz-Verknüpfung von zwei Molekülen Farnesylpyrophosphat zu Squalen katalysiert die Squalen-Synthase

## Analytik
Die zuverlässige qualitative und quantitative Bestimmung in den unterschiedlichen Untersuchungsgütern gelingt nach angemessener Probenvorbereitung durch die Kopplung der Gaschromatographie mit der Massenspektrometrie. Auch für forensische Untersuchungen von Fingerabdrücken kann die Methode eingesetzt werden.

## Funktion
Squalen wird für die Synthese aller cyclischen Triterpene und Steroide als Zwischenstufe gebildet, etwa in der Biosynthese von Cholesterin, Steroiden (Hormonen wie u. a. Östrogene, Testosteron, Kortisol) und Vitamin D. Dabei wird Squalen zunächst durch eine Monooxygenase unter NADPH-Verbrauch aktiviert, es entsteht Squalenepoxid (2,3-Oxidosqualen). Dieses wird schließlich durch die Oxidosqualencyclase in Lanosterin cyclisiert. Durch eine Reihe nachfolgender Reaktionen entstehen entweder Cholesterin oder Ergosterin.

## Gesundheitliche Kontroverse
Aufgrund seiner aktivierenden Wirkung auf das Immunsystem wurde oft vermutet, dass Squalen unter bestimmten Bedingungen Autoimmunkrankheiten auslösen oder deren Entwicklung begünstigen kann. Unter anderem wurde Squalen mit dem Golfkriegs-Syndrom in Verbindung gebracht, da es vermeintlich in dem Anthrax-Impfstoff enthalten war, mit welchem am Golfkrieg 1991 beteiligte amerikanische Soldaten gegen den als biologische Waffe einsetzbaren Milzbranderreger Bacillus anthracis immunisiert werden sollten.
Der Zusammenhang zwischen Squalen und Golfkriegs-Syndrom wird in erster Linie auf eine Studie aus dem Jahr 2000 von Asa et al. mit 144 Golfkriegsveteranen zurückgeführt. Die Ergebnisse dieser Studie besagen, dass bei 95 % der untersuchten am Golfkriegs-Syndrom erkrankten Veteranen und bei 0 % (< 0.001 %) der nicht erkrankten Veteranen Antikörper gegen Squalen festgestellt wurden, was als Hinweis auf einen Zusammenhang zwischen Squalen und Symptomen gewertet wurde. Allerdings schließt die Studie mit der Aussage: „Es ist wichtig zu beachten, dass wir in unseren Untersuchungen keinen Beweis dafür finden konnten, dass Squalen als Adjuvans in den Impfstoffen für militärisches oder sonstiges Personal verwendet wurde.“ Anschließende Untersuchungen stellten zudem gravierende methodische Mängel in der Studie fest.
In einer im Jahr 2002 veröffentlichten Studie betonten Asa et al. erneut einen Zusammenhang zwischen Squalen-Antikörpern und den Symptomen des Golfkriegs-Syndroms, welcher auf die Gegenwart von Squalen in einigen der Impfdosen zurückzuführen sei. Andere Studien zeigten jedoch, dass die verwendeten Impfstoffe kein Squalen als Wirkverstärker enthielten. Zwar wurden mit einer verbesserten Analysemethode später in einer einzigen Flasche (Bezeichnung FAV008) von 44 Flaschen aus insgesamt 38 Chargen geringfügige Spuren (80 ng/ml) Squalen festgestellt. Allerdings wurde diese nicht als Adjuvans zugesetzt, sondern ist vermutlich das Resultat von Verunreinigungen durch Fingerabdrücke auf unzureichend gereinigten Laborgeräten.
Spätere Studien widerlegten einen Zusammenhang zwischen Squalen und dem Golfkriegs-Syndrom und stellten fest, dass unabhängig von Impfungen viele Menschen Squalen-Antikörper im Blut haben.
Neben dem Golfkriegs-Syndrom wurde die Injektion von Squalen ins Gewebe mit verschiedenen anderen Autoimmunerkrankungen in Verbindung gebracht. Im Tierversuch wurde in einem gegenüber Autoimmunerkrankungen besonders anfälligen Rattenstamm nach intradermaler Injektion von reinem Squalen die Entwicklung einer Arthritis beobachtet. In einer Studie an gesunden Mäusen wurde nach intraperitonealer Injektion von Squalen und Pristan, einer ähnlichen Substanz, die Bildung von für die Autoimmunerkrankung Lupus erythematodes typischen Autoantikörpern nachgewiesen.
Eine epidemiologische Analyse der Daten zur Sicherheit von MF59 (squalenhaltigen) adjuvantierten saisonalen und pandemischen Influenzaimpfstoffen ergab allerdings keine Hinweise auf ein erhöhtes Risiko für Nebenwirkungen autoimmuner Herkunft im Menschen.
Seit 1997 (in Deutschland seit 2000) wurde Squalen als Bestandteil des Impfstoffes Fluad gegen die saisonale Grippe in über 40 Millionen Dosen verabreicht, ohne dass bisher nennenswerte Nebenwirkungen bekannt wurden. Ferner gibt es keine Anhaltspunkte dafür, dass Squalen in Impfstoffen eine embryo- oder fetotoxische Wirkung hat.